# イサカ・ガン・カンパニー
イサカ・ガン・カンパニー(Ithaca Gun Company)は、アメリカ合衆国・ニューヨーク州にある銃器メーカーである。製品はイサカM37ショットガンが有名。

## 製品
- イサカM37
- イサカ Mag-10
- ディアスレイヤー
- イサカ1911